# Vela nos Jogos Olímpicos de Verão de 1900 - 1 – 2 t
As provas da classe 1 – 2 t da vela nos Jogos Olímpicos de Verão de 1900 ocorreram entre 22 e 25 de maio daquele ano em Meulan. Embarcações de uma a duas toneladas largaram em duas corridas, cada qual valendo as medalhas de ouro, prata e bronze.

## Calendário
| ● | competição de Meulan | ● | competição de Le Havre |

| 1900                      | Maio   | Maio   | Maio   | Maio   | Maio   | Maio   | Maio   | Maio   | Agosto | Agosto | Agosto | Agosto | Agosto | Agosto |
| 1900                      | 20 Dom | 21 Seg | 22 Ter | 23 Qua | 24 Qui | 25 Sex | 26 Sáb | 27 Qui | 1 Sex  | 2 Sáb  | 3 Dom  | 4 Seg  | 5 Ter  | 6 Qua  |
| ------------------------- | ------ | ------ | ------ | ------ | ------ | ------ | ------ | ------ | ------ | ------ | ------ | ------ | ------ | ------ |
| 1 a 2 toneladas           |        |        | ●      |        |        | ●      |        |        |        |        |        |        |        |        |
| Total de medalhas de ouro |        |        | 1      |        |        | 1      |        |        |        |        |        |        |        |        |

## Configuração do curso
Para esta classe, foi usado o percurso de 19 quilômetros (10 milhas náuticas) na área do percurso de Meulan. A corrida foi problemática devido à quase total ausência de vento.

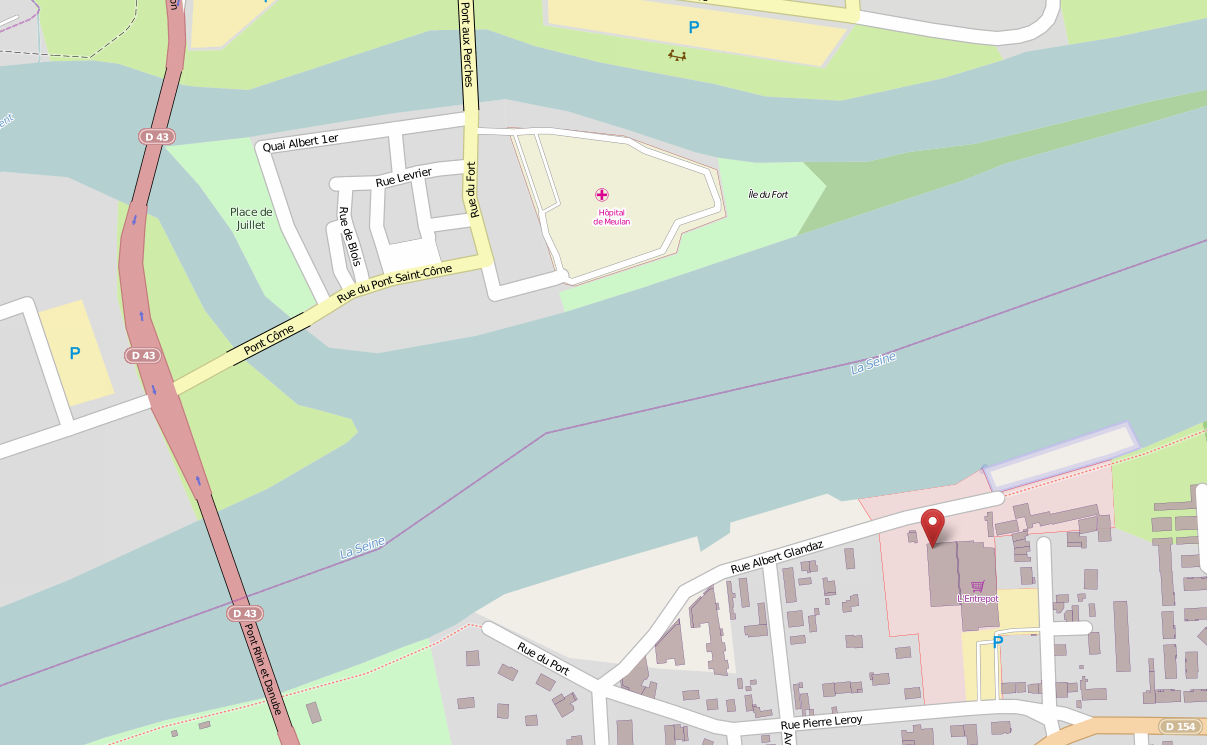
Área do curso

## Medalhistas
Na primeira corrida, os suíços Hermann de Pourtalès, Hélène de Pourtalès e Bernard de Pourtalès consagraram-se como campeões olímpicos. A medalha de prata ficou com os franceses François Vilamitjana, Auguste Albert, Albert Duval e Charles Hugo, enquanto o trio Jacques Baudrier, Lucien Baudrier, Dubosq e Édouard Mantois, também da França, ficou com o bronze.
|  | SUI Suíça                                                     |  | FRA França                                                    |  | FRA França                                              |
|  | Hermann de Pourtalès Hélène de Pourtalès Bernard de Pourtalès |  | François Vilamitjana Auguste Albert Albert Duval Charles Hugo |  | Jacques Baudrier Lucien Baudrier Dubosq Édouard Mantois |

Na segunda corrida, os alemães Paul Wiesner, Georg Naue, Heinrich Peters e Ottokar Weise ficaram com a medalha de ouro. O trio suíço da família Pourtalès conquistou a prata, e o bronze ficou com Vilamitjana, Albert, Duval e Hugo.
|  | GER Alemanha                                          |  | SUI Suíça                                                     |  | FRA França                                                    |
|  | Paul Wiesner Georg Naue Heinrich Peters Ottokar Weise |  | Hermann de Pourtalès Hélène de Pourtalès Bernard de Pourtalès |  | François Vilamitjana Auguste Albert Albert Duval Charles Hugo |

## Resultados
Estes foram os resultados da competição:

### Primeira corrida
| Pos.              | Embarcação  | Tripulantes                                                   | CON    | Tempo      | Handicap | Total      |
| ----------------- | ----------- | ------------------------------------------------------------- | ------ | ---------- | -------- | ---------- |
| Medalha de ouro   | Lérina      | Bernard de Pourtalès Hélène de Pourtalès Hermann de Pourtalès | Suíça  | 1h 47' 10" | 28' 22"  | 2h 15' 32" |
| Medalha de prata  | Marthe      | Auguste Albert Albert Duval Charles Hugo François Vilamitjana | França | 1h 50' 05" | 26' 39"  | 2h 17' 29" |
| Medalha de bronze | Nina-Claire | Jacques Baudrier Lucien Baudrier Dubosq Édouard Mantois       | França | 2h 00' 42" | 25' 46"  | 2h 26' 28" |
| 4                 | Amulet      | Eugène Laverne Henri Laverne                                  | França | 1h 59' 23" | 27' 33"  | 2h 26' 56" |
| 5                 | Ducky       | Marcel Moisand                                                | França | 2h 02' 52" | 28' 22"  | 2h 31' 14" |
| 6                 | Freia       | Warenhorst                                                    | França | 2h 08' 08" | 25' 46"  | 2h 33' 54" |
| 7                 | Mamie       | Texier I Texier II                                            | França | 2h 32' 43" | 19' 47"  | 2h 52' 30" |
| 8                 | Alcyon      | Lecointre                                                     | França | 2h 36' 44" | 28' 22"  | 3h 05' 06" |

### Segunda corrida
| Pos.              | Embarcação   | Tripulantes                                                   | CON      | Tempo      | Handicap | Total      |
| ----------------- | ------------ | ------------------------------------------------------------- | -------- | ---------- | -------- | ---------- |
| Medalha de ouro   | Aschenbrödel | Georg Naue Heinrich Peters Ottokar Weise Paul Wiesner         | Alemanha | 2h 54' 36" | 14' 43"  | 3h 09' 19" |
| Medalha de prata  | Lérina       | Bernard de Pourtalès Hélène de Pourtalès Hermann de Pourtalès | Suíça    | 3h 12' 49" | 22' 25"  | 3h 35' 14" |
| Medalha de bronze | Marthe       | Auguste Albert Albert Duval Charles Hugo François Vilamitjana | França   | 3h 16' 45" | 21' 04"  | 3h 37' 49" |
| 4                 | Nina-Claire  | Jacques Baudrier Lucien Baudrier Dubosq Edouard Mantois       | França   | 3h 49' 56" | 20' 21"  | 4h 10' 17" |
| 5                 | Freia        | Warenhorst                                                    | França   | 3h 52' 45" | 18' 37"  | 4h 11' 22" |
| 6                 | Mamie        | Texier I Texier II                                            | França   | 4h 14' 26" | 15' 42"  | 4h 30' 08" |
| 7                 | Ducky        | Marcel Moisand                                                | França   | 4h 25' 42" | 22' 25"  | 4h 48' 07" |
| —                 | Amulet       | Eugène Laverne Henri Laverne                                  | França   | DNF        | DNF      | DNF        |
| —                 | Alcyon       | Lecointre                                                     | França   | DNF        | DNF      | DNF        |